# غوردون تاكر
غوردون تاكر (بالإنجليزية: Gordon Tucker)‏ (5 يناير 1968 بمانشستر في المملكة المتحدة - ) هو لاعب كرة قدم بريطاني في مركز الدفاع. لعب مع ديربي كاونتي وسكونثورب يونايتد ونادي هايد إف سي وهدرسفيلد تاون ونادي جوول ‏.